# Trizay-lès-Bonneval
Trizay-lès-Bonneval is een gemeente in het Franse departement Eure-et-Loir (regio Centre-Val de Loire) en telt 253 inwoners (1999). De plaats maakt deel uit van het arrondissement Châteaudun.

## Geografie
De oppervlakte van Trizay-lès-Bonneval bedraagt 9,7 km², de bevolkingsdichtheid is 26,1 inwoners per km².
De onderstaande kaart toont de ligging van Trizay-lès-Bonneval met de belangrijkste infrastructuur en aangrenzende gemeenten.

## Demografie
Onderstaande figuur toont het verloop van het inwonertal (bron: INSEE-tellingen).